# Telia 5G Areena
Telia 5G Areena (indtil april 2017 Sonera Stadium eller Tölö fotbollsstadion,, før august 2010 Finnair Stadium;) er hjemmebanen for den finske fodboldklub HJK Helsinki. Fodboldstadionet ligger i bydelen Bortre Tölö i Helsinki.